# Jamie Paterson
Jamie Charles Stuart Paterson (ur. 20 grudnia 1991 w Coventry) – angielski piłkarz szkockiego pochodzenia występujący na pozycji napastnika w angielskim klubie Bristol City. Wychowanek Walsall, w swojej karierze grał także w takich zespołach, jak Nottingham Forest oraz Huddersfield Town.